# Wintersdorf (bei Meuselwitz)
Wintersdorf (bei Meuselwitz) este o comună din landul Turingia, Germania.